# Karin Henriksson
Karin Henriksson, född 1952, är en svensk journalist och författare, bland annat på Svenska Dagbladet. Hon har skrivit flera böcker med inriktning på amerikansk politik.

## Biografi
Karin Henriksson har varit bosatt i Washington, D.C. i USA sedan 1987 och blev SvD:s utrikeskorrespondent i Washington 1992. Hon var knuten till Svenska Dagbladet 1974–2017, med en lång rad olika tjänster på olika redaktioner, reportageresor i flera länder och var korrespondent i Bryssel 1985–1986. Under åren i USA har hon medverkat i flera svenska medier, med krönikor och reportage, däribland Barometern, Borås Tidning, Corren, Smålandsposten, Upsala Nya Tidning, och senare i nättidningarna Utrikesmagasinet, Arbetsvärlden och Mänsklig Säkerhet samt i tidskriften Axess Magasin. Hon gästar ibland SR:s USA-podden och andra poddar, samt är ofta anlitad som USA-expert i olika medier.
Henriksson har skrivit ett antal böcker om amerikansk politik, däribland den första översättningen av USA:s författning, biografier om presidenterna Reagan och Trump, en exposé över samtliga presidenter, liksom en om samtliga First ladies, samt reportageboken Vänstern i USA om att många -ismer fötts eller stärkts i USA. Inför valåret 2024 gav hon ut en liten uppslagsbok, USA-politiken från A till Z, som även innehåller den ständigt aktuella författningen.
Under själva valåret 2024 tog hon upp de överraskande snabba förändringarna i det religiösa landskapet i boken USA och GUD, med historiska tillbakablickar och skildring av det växande antalet NONES som inte bekänner sig till något särskilt. Recensenten Håkan Arenius imponeras av bokens bredd och författarens kunnighet, och beskriver den som lättläst, lagom omfångsrik och ändå faktaspäckad för såväl den fåkunnige som den påläste.
Henriksson tillhörde de fyra bloggarna/poddarna i Amerikaanalys.se som publicerades gemensamt under flera år av Uppsala universitet och Högskolan i Halmstad.

## Utmärkelser
- Guldkrattan, 2012.[4]